# Haarspray
Haarsprays machen eine fertig gestylte Frisur haltbarer. Vorteilhaft ist ein Haarspray für den Halt der Frisur bei ungünstigen Witterungseinflüssen.

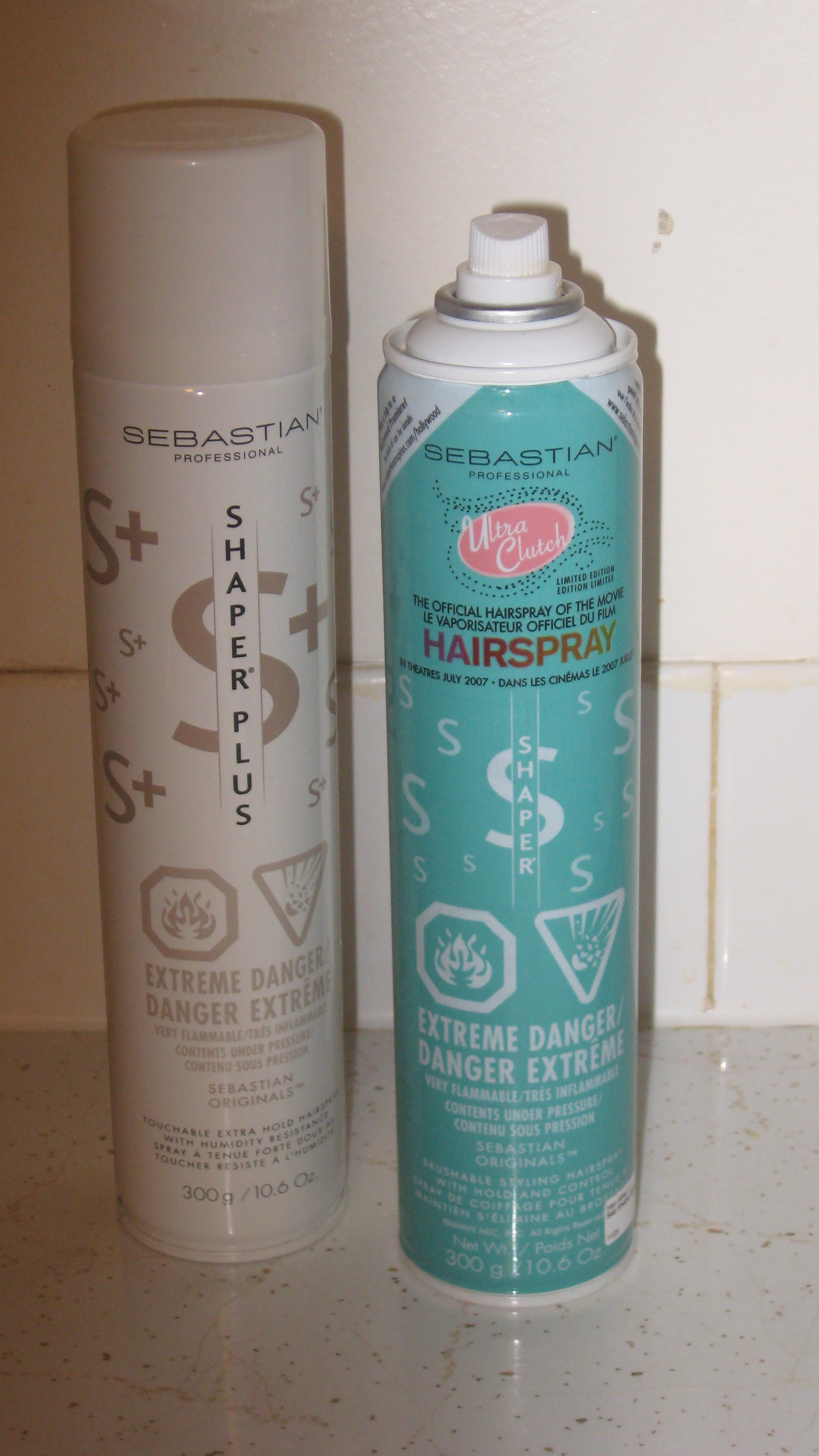
verschiedene Haarspraydosen

Das Haarspray wirkt wie ein Haarnetz, die Inhaltsstoffe können wieder ausgewaschen werden. Die nicht flüchtigen Bestandteile im Haarspray sollen dem Haar einen frischen Glanz verleihen.

## Geschichte
Das Haarspray wurde 1955 erfunden und erstmals vermarktet. Die technische Voraussetzung für das Haarspray war die Erfindung der Sprühdose, die Flüssigkeit zerstäuben konnte. Diese Technik wurde von dem Amerikaner Robert Abplanalp 1953 mit dem Ein-Zoll-Ventil erfunden.
Der Ursprung liegt in der 1932 von Erik Rotheim entwickelten Flit-Spritze. Diese sollte amerikanischen Soldaten im Dschungelkrieg gegen Japan zur Moskitobekämpfung dienen.
Erste Markennamen waren Wellaflex von Wella und Drei-Wetter-Taft von Henkel.
Als Rohstoff für die Herstellung von Haarspray diente zunächst Schellack, das Sekret der Lackschildlaus (aus dem auch die ersten Schallplatten (Schellackplatten) hergestellt wurden), versetzt mit Parfüm-Ölen mit Moschusbestandteilen sowie mit den Treibgasen FCKW (Fluorchlorkohlenwasserstoffe), die in den 1980er Jahren wegen der Umweltbelastung sehr umstritten waren. Bis auf Schellack, das immer noch in Naturkosmetik eingesetzt wird, wurden alle Bestandteile mittlerweile durch andere Materialien ersetzt. Als Treibgas werden derzeit Propan-Butangemische eingesetzt. Zum Glanz werden zum Beispiel Seidenproteine oder hochwertige Pflanzenöle eingesetzt.
In den 1970er und 1980er Jahren hat das Haarspray eine Renaissance unter Punks und Poppern erlebt. Eine ähnliche Wirkung kann auch mit Haargel erzielt werden.
Im Jahr 2005 nahm die Produktion von Haarspray mit 229 Mio. Dosen den zweiten Platz auf dem Aerosolmarkt ein.

## Chemische Inhaltsstoffe
Die wichtigsten Inhaltsstoffe sind Polymere von Vinylpyrrolidon und Vinylacetat in Konzentrationen von 2 bis 5 %. Sie dienen als Filmbildner für die Haarform. Je höher die Konzentration, desto höher also auch der Festigungsgrad. Sie sind einerseits auswaschbar (hydrophiles Polymer Polyvinylpyrrolidon), anderseits auch etwas wasserabstoßend (durch das hydrophobe Polymer Polyvinylacetat). Abgekürzt wird die Mischung VP/VA Copolymer (Vinylpyrrolidon/Vinylacetat).
Als Lösemittel dient vornehmlich Ethanol, da dieser besonders schnell verdunstet, aber auch Wasser kann als Lösemittel enthalten sein.
Einen großen Anteil machen ebenfalls die Treibgase Propan, Butan und/oder Dimethylether aus.
Ein Haarspray enthält ferner noch Silikonöle, die dem Haar einen besseren Glanz geben und die Haare vor UV-Strahlen schützen. Ein wenig Parfümöl (ca. 0,2 %) dient zur Geruchsüberdeckung der anderen Komponenten.
Seit Ende der 1980er Jahre werden auch besonders stark festigende Haarfilmbildner wie Octyacrylamid, Acrylate genutzt. Diese starken Haarfilmbildner nennt man Haarlacke. Mit Mischpolymeren aus Vinylacetat und Crotonsäure können die hydrophilen Eigenschaften des Films beeinflusst werden.

## Vorsichtsmaßnahmen im Umgang mit Haarsprays
Das Haarspray sollte nicht in die Augen gelangen, der Aerosolnebel sollte nicht eingeatmet werden. Das austretende Gas sollte nicht mit Feuer in Berührung kommen. Die Gebinde sind vor Sonnenbestrahlung und Temperaturen über 50 °C zu schützen.